# Szent Gellért tér – Műegyetem (Metró Budapest)
Szent Gellért tér – Műegyetem (bis 2019: Szent Gellért tér) ist eine 2014 eröffnete Station der Linie M4 der Metró Budapest und liegt zwischen den Stationen Móricz Zsigmond körtér und Fővám tér. 
Die Station befindet sich am gleichnamigen Platz (benannt nach dem Hl. Gellért, deutsch: Gerhard von Csanád), in der Nähe der Technischen Universität Budapest (ungarisch: Műegyetem) und des Hotel Gellért im XI. Budapester Bezirk (Újbuda).

## Galerie

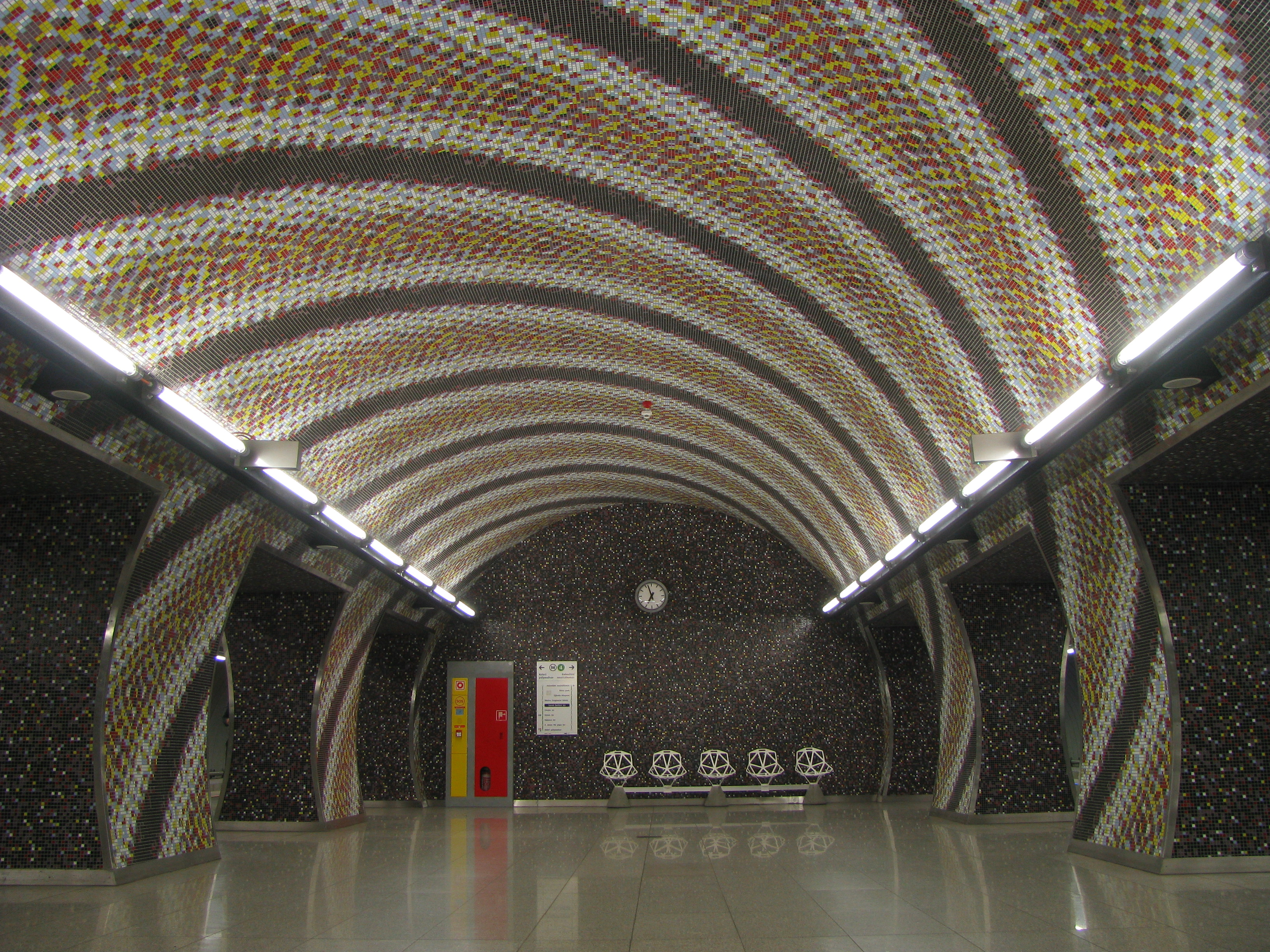
Mosaikmuster
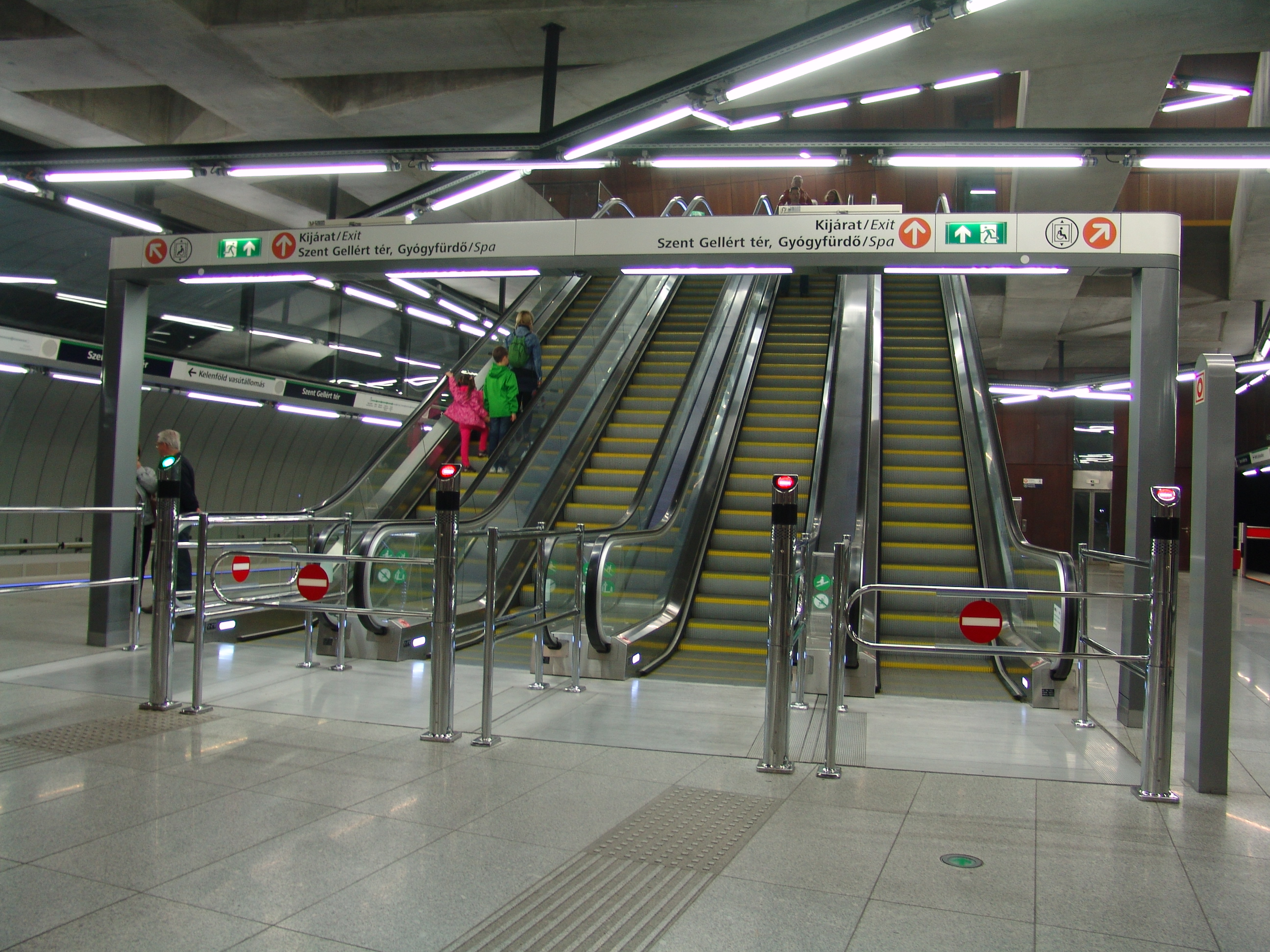
Rolltreppen
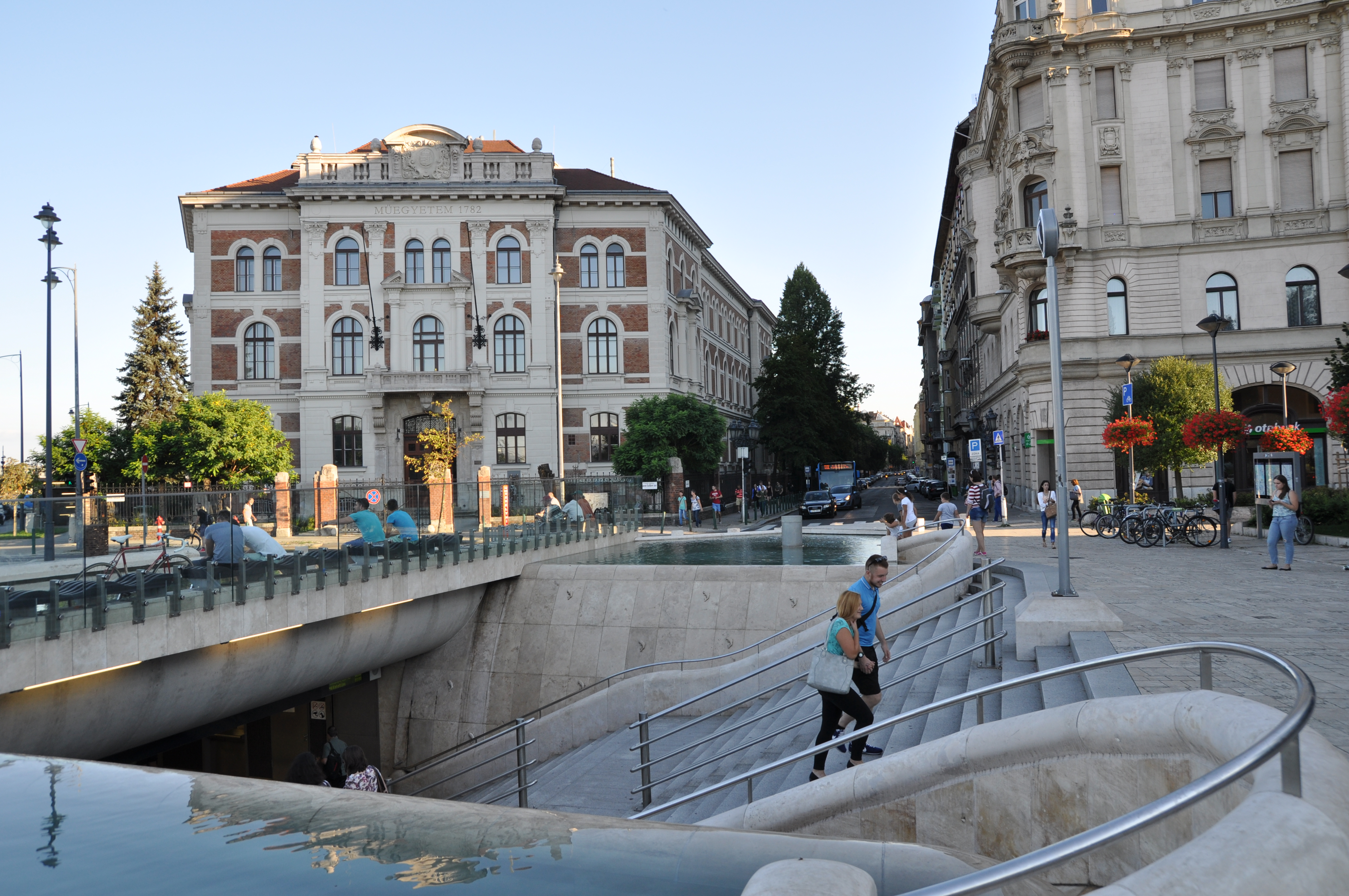
Zugang